# Lån & Spar Bank
Lån & Spar Bank A/S er en dansk bank til privatkunder og erhvervskunder. Banken blev grundlagt i 1880 som Laane- og Sparekassen for Embeds- og Bestillingsmænd.
I maj 2009 overtog Lån og Spar Bank A/S kapitalforvaltningsdelen og et mindre ind- og udlånsportefølje fra Gudme Raaschou Bank, der var blevet overtaget af det statslige Finansiel Stabilitet.
Som det oprindelige navn antyder blev banken grundlagt af en kreds af funktionærer, tjenestemænd og akademikere. Mange af bankens kunder er i dag medlem af fagforbund inden for FTF og Akademikerne. Frem til 1990 var banken en sparekasse. Den ændrede navn til Lån & Spar Bank og blev omdannet til et bankaktieselskab. I 1994 blev den optaget på Københavns Fondsbørs, dog kun med 30% af aktierne i omløb.
Lån & Spar Bank har 22 filialer, hvoraf de 13 er placeret i Storkøbenhavn. Banken samarbejder med en lang række faglige organisationer, som kan tilbyde deres medlemmer egen bank med særlige fordele.
Banken ejes primært af faglige organisationer og institutionelle investorer samt en mindre gruppe private investorer. Banken er noteret på NASDAQ.

## Samarbejdspartnere
Lån & Spar Bank har et samarbejde med en lang række organisationer, hvor man som medlem får særlige fordele hos banken (liste pr. juli 2019).
- Ansatte Tandlægers Organisation
- Forbundet Kultur Og Information
- Bupl
- CO10
- Centralforeningen for Stampersonel
- Danmarks Jurist- og Økonomforbund
- Danmarks Lærerforening
- Dansk Jernbaneforbund
- Dansk Journalistforbund
- Dansk Socialrådgiverforening
- Dansk Sygeplejeråd
- Dansk Told & Skatteforbund
- Danske Bioanalytikere
- Danske Skov- & Landskabsingeniører og Have- & Parkingeniør
- Den Danske Dyrlægeforening
- Den danske Landinspektørforening
- Dansk Magisterforening
- Dansk Skuespillerforbund
- FADL
- Farmakonomforeningen
- Flyvebranchens Personale Union
- Forbrugsforeningen
- Forbundet Arkitekter og Designere
- Forbundet Kommunikation og Sprog
- Forsikringsforbundet
- Frie skolers Lærerforening
- Gymnasieskolernes Lærerforening
- HK Post & Kommunikation
- HK Trafik & Jernbane
- Ingeniørforeningen i Danmark
- Jordbrugsakademikerne
- Jordbrugsteknologier i Danmark
- Jordemoderforeningen
- Konstruktørforeningen
- Kost- og Ernæringsforbundet
- Københavns Kommunes Embedsmandsforening
- Københavns Lærerforening
- Lederne Søfart
- Lægeforeningen
- Lærerstuderendes Landskreds
- Maskinmestrenes Forening
- Pharmadanmark
- Politiforbundet
- PROSA
- Præsteforeningen
- Pædagogstuderendes landskreds
- Radiograf Rådet
- Sammenslutningen af funktionærer
- Skolelederforeningen
- Tandlægeforeningen
- Uddannelsesforbundet